# Hvammstangi
Hvammstangi is een plaats in het noordwesten van IJsland in de regio Norðurland vestra. Hvammstangi heeft 546 inwoners en behoort samen met het 7 kilometer zuidelijker gelegen Laugarbakki tot de gemeente Húnaþing vestra.
Hvammstangi ligt 197 kilometer ten noorden van Reykjavik op het schiereiland Vatnsnes aan de oostkust van de Miðfjörður (midden-fjord). Het plaatsje ligt aan de Vatnsnesvegur (Vatnsnesweg) met wegnummer 711 die vrijwel helemaal rond schiereiland Vatnsnes loopt en aansluit aan op de Hringvegur (ringweg) die in een grote cirkel over heel IJsland loopt.
Hvammstangi bezit een zeehondencentrum, een handelsmuseum en een kleine kerk; de Hvammstangakirkja. Bron van inkomsten is voornamelijk de garnalenvisserij.